# 伯莎 (佛羅里達州)
伯莎（英語：Wekiva Springs）是位於美國佛羅里達州塞米諾爾縣的一個非建制地區。該地的面積和人口皆未知。

## 地理
伯莎的座標為28°37′07″N 81°15′58″W / 28.61861°N 81.26611°W，而該地的平均海拔高度為20米（即66英尺）。